# Marcello Bonaccorsi
Marcello Bonaccorsi (Livorno, 15 ottobre 1919 – Livorno, 24 gennaio 2007) è stato un calciatore italiano, di ruolo attaccante.

## Caratteristiche tecniche
Giocò nel ruolo di centravanti.

## Carriera
Giocò in Serie A con Livorno e Lucchese.

## Palmarès

### Club

#### Competizioni nazionali
- Serie B: 1

Lucchese: 1946-1947